# Korbinian (Mundartdichter)
Korbinian (* 19. Oktober 1919 in Kempten (Allgäu); † 5. Juni 1980 ebenda; eigentlich Karl Fleischhut) war ein Allgäuer Mundartdichter und Kabarettist.
Korbinian wuchs in bescheidenen Verhältnissen auf. Seine Eltern starben früh. Im Zweiten Weltkrieg diente er bei den Gebirgsjägern. Danach war er zunächst beim Tierzuchtamt beschäftigt, was ihn in Kontakt mit dem einfachen bäuerlichen Leben in der Region brachte. Etwas später wechselte er als Werbetexter zum Traktorenhersteller Fendt in Marktoberdorf. Seine Ehe, aus der zwei Kinder stammen, hielt nicht lange. Zu einem geordneten bürgerlichen Leben war er nicht fähig.
Sein Künstlername geht zurück auf Auftritte auf der Allgäuer Bauernbühne Sepp Mösle, wo er die Rolle des Sägfellers Korbinian im Stück Das sündige Dorf spielte. Mit dem Volksschauspieler Michl Lang pflegte er eine enge Freundschaft. In seiner Heimat bekannt wurde er vor allem durch seine in Mundart verfassten Texte und Gedichte. Thema war das alltägliche Leben der einfachen Leute, das er mit Humor skizzierte. Sein erstes Bändchen mit Gedichten und Prosa Na und Nauf erschien im Selbstverlag. Es ist später im Allgäuer Zeitungsverlag neu aufgelegt worden. Neben einigen Monografien sind von ihm zahlreiche kleinere Gedichte in Druckerzeugnissen erschienen. Er sichtete und ordnete den Nachlass der Kemptener Heimatdichterin Else Eberhard-Schobacher. Der Allgäuer Zeitungsverlag hat 1981 unter dem Titel Gschichtla vom Korbinian eine Reminiszenz über ihn veröffentlicht. Die Stadt Kempten hat ihm zu Ehren einen Weg benannt. Ein Wirtshaus in Kempten trägt ebenfalls seinen Namen.

## Werkverzeichnis
- Na und Nauf, Selbstverlag,
- Korbinian, Verlag für Heimatpflege, 1964
- Hobelspäne, Allgäuer Zeitungsverlag, ISBN 3-88006-012-6, 1974
- Allgäuer Skiversle, Allgäuer Zeitungsverlag, ISBN 3-88006-031-2, 1977, 57 Seiten
- Allgäuer Duranand, Brack Verlag GmbH, ISBN 3-928934-10-4, 4. Auflage (1993), 112 Seiten
- Brosamen vom Korbinian, Allgäuer Zeitungsverlag, ISBN 3-88006-074-6, 1980 (posthum erschienen)